# Sezona Velikih nagrad 1912
Sezona Velikih nagrad 1912 je bila sedma sezona Velikih nagrad, dirke niso bile povezane v prvenstvo. 

## Velike nagrade

### Grandes Épreuves
| Velika nagrada          | Dirkališče | Datum         | Zmag. dirkač    | Zmag. moštvo | Poročilo |
| ----------------------- | ---------- | ------------- | --------------- | ------------ | -------- |
| Velika nagrada Francije | Dieppe     | 25.-26. junij | Georges Boillot | Peugeot      | Poročilo |

### Ostale Velike nagrade
| Velika nagrada     | Dirkališče   | Datum      | Zmag. dirkač  | Zmag. moštvo | Poročilo |
| ------------------ | ------------ | ---------- | ------------- | ------------ | -------- |
| Indianapolis 500   | Indianapolis | 30. maj    | Joe Dawson    | National     | Poročilo |
| Vanderbilt Cup     | Milwaukee    | 2. oktober | Ralph DePalma | Mercedes     | Poročilo |
| Velika nagrada ZDA | Milwaukee    | 5. oktober | Caleb Bragg   | Fiat         | Poročilo |